# 408

## Esdeveniments
- Guerra entre romans i visigots a l'oest, mentre dura el conflicte amb els huns a l'est

## Necrològiques
- 1 de maig - Constantinoble, Imperi Romà d'Orient: Arcadi, primer emperador d'orient (n. 377).[1]